# Wye (rivier)

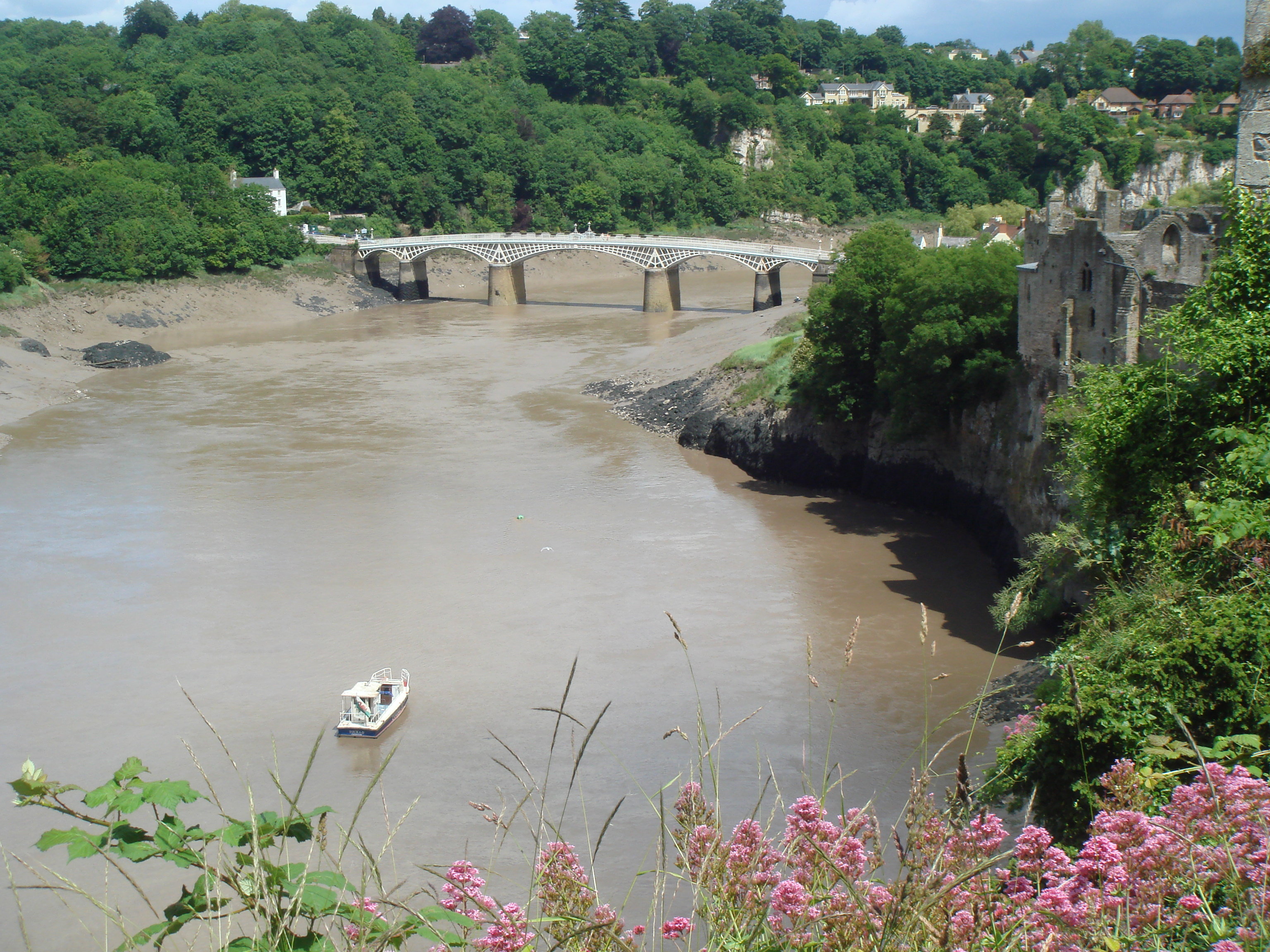
De Wye ter hoogte van Chepstow.

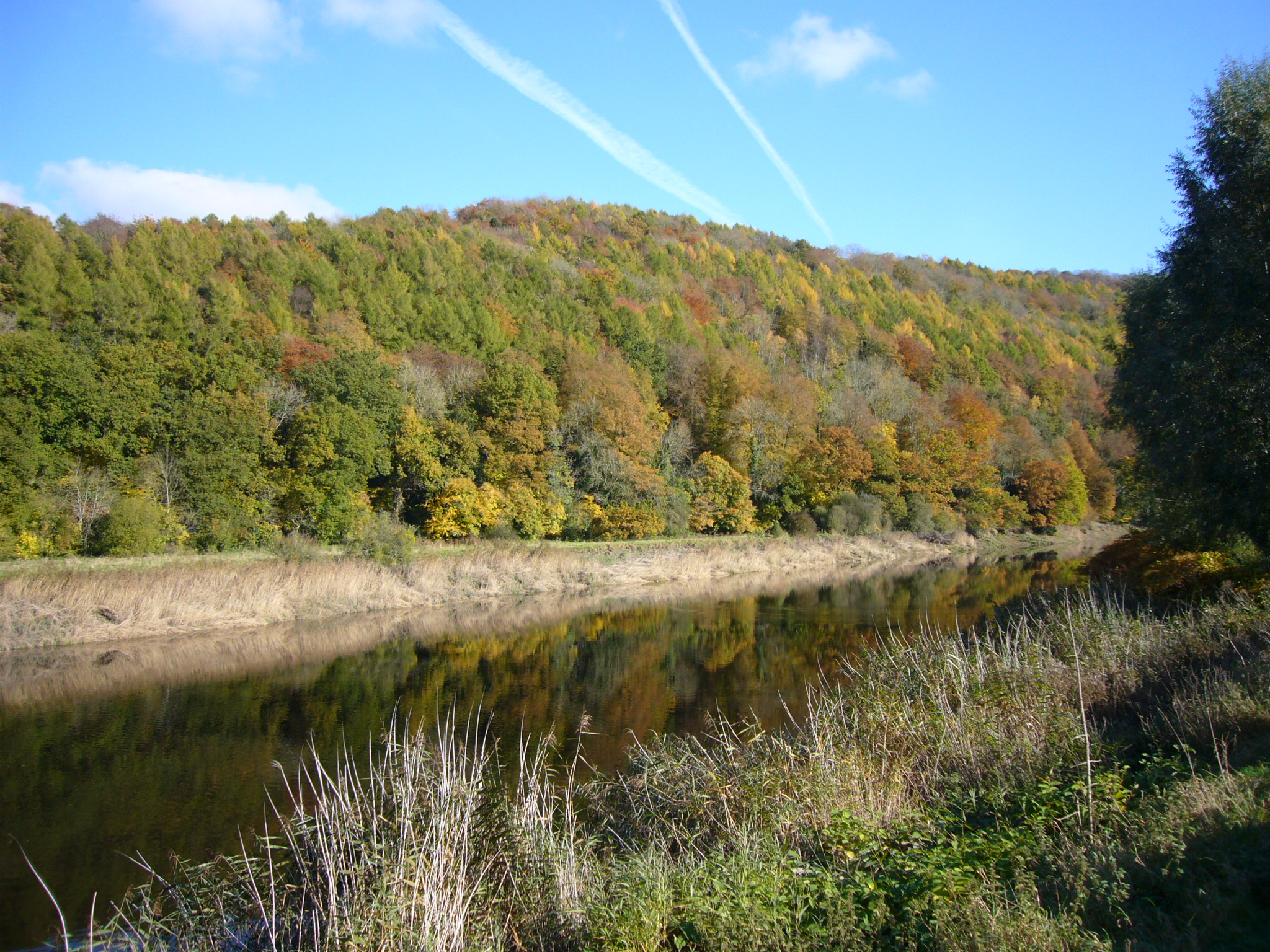
De Wye ter hoogte van Tintern.

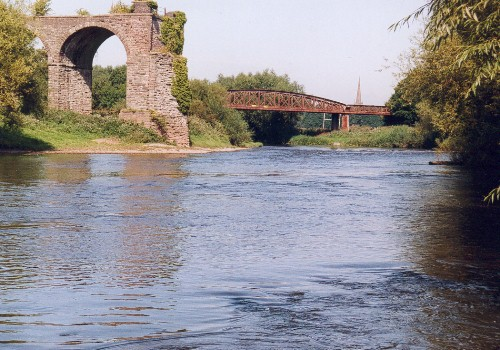
De Wye ter hoogte van Monmouth.

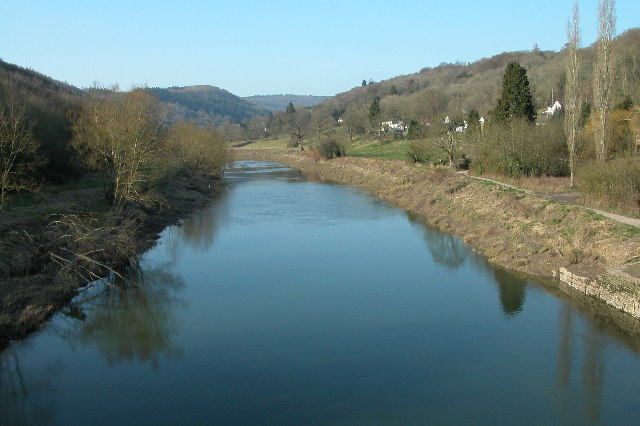
De Wye ter hoogte van Brockweir.

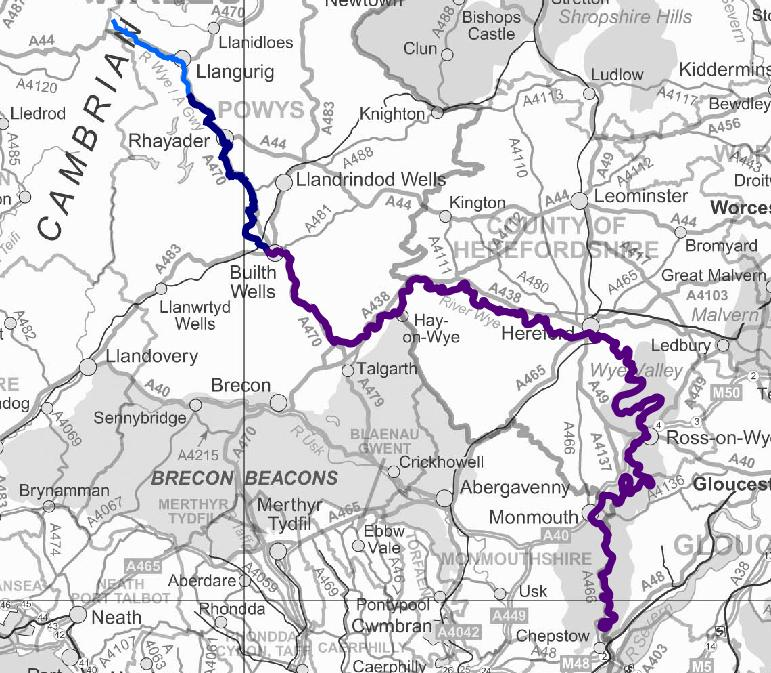
Kaart van de Wye

De Wye (Engels: River Wye, Welsh: Afon Gwy) is de op vier na langste rivier van het Verenigd Koninkrijk. Een paar delen ervan dienen als grens tussen Engeland en Wales. De rivier is van belang voor het natuurbehoud en biedt mogelijkheden voor recreatie.

## Beschrijving
De bron van de Wye bevindt zich in de bergen van het Welshe Plynlimon. Daarna stroomt de rivier door verscheidene steden en dorpen, o.a. Rhayader, Builth Wells, Hay-on-Wye, Hereford, Ross-on-Wye, Symonds Yat, Monmouth en Tintern, om net onder Chepstow het Severn-estuarium in te stromen. De totale lengte is 215 kilometer.
De Wye zelf is een Plaats van Wetenschappelijke interesse en een van de belangrijkste natuurbeschermingsgebiedsrivieren van het Verenigd Koninkrijk. Het lagere gedeelte van het dal is uitgeroepen tot een Area of Outstanding Natural Beauty. De Wye is grotendeels onvervuild en wordt daarom gezien als een van de beste zalmvisplekken van het Verenigd Koninkrijk, Schotland niet meegerekend.
De Wye is ook zeer bekend bij de kanoërs vanwege zijn nogal langzaam stromend water, waardoor de rivier een goede plek voor beginnelingen is. De Symonds Yat Rapids zijn wat moeilijker. Wandelaars kunnen het bergpad, Wye-dalpad genaamd, bewandelen. Dit pad volgt de stroom van de Wye tussen Hay-on-Wye en Chepstow door middel van een aaneenschakeling van meerdere, goed aangegeven wandelpaden.
Een uitzichtpunt vlak bij "The Biblins on the Wye" is bekend onder de naam "Three Counties View", dat vrij vertaald het "Drieprovinciënuitzicht" betekent. De daaropvolgende 26 km tussen Redbrook en Chepstow vormen de Engelse-Welshe grens.

## Zijrivieren
De zijrivieren der Wye zijn o.a. de Lugg, de Elan, de Irfon, de Marteg, de Monnow, de Trothy, de Ithon, de Llynfi, het Letton-meer, de Tarrenig (dat ook Wye's eerste zijrivier is) en de Bidno.

## Geschiedenis
De Romeinen ontwierpen en bouwden een brug, net een stukje stroomopwaarts van Chepstow. De rivier was en is nog steeds bevaarbaar tot aan Monmouth sinds ten minste de 14e eeuw. Ze werd vanaf hier met schutsluizen verbeterd door Sir William Sandys in de jaren 1660, zodat de boten nog verder stroomopwaarts konden doorvaren tot aan Hereford. In 1696 gaf het Engelse parlement opdracht om alle schutsluizen te verwijderen omdat ze versleten waren. Slechts een heeft het langer kunnen overleven dan de andere en dat is de New Weir Forge nabij Goodrich. Deze heeft het tot 1815 kunnen volhouden. Een paardenjaagpad werd toegevoegd in 1808, lopend tot aan Hereford. Voordien werd het vervoer altijd door middel van mankracht over de Severn gedaan. Ook was er meerdere keren geld uitgegeven aan het verbeteren van de Lugg bij de samenstroming met de Wye ter hoogte van Mordiford. De Wye was commercieel belangrijk tot in de jaren 50 van de 19e eeuw, daarna begon de overheersing van het wegennet. De rivier wordt hedendaags nog steeds gebruikt voor pleziervaart.

## Navigatie en transport

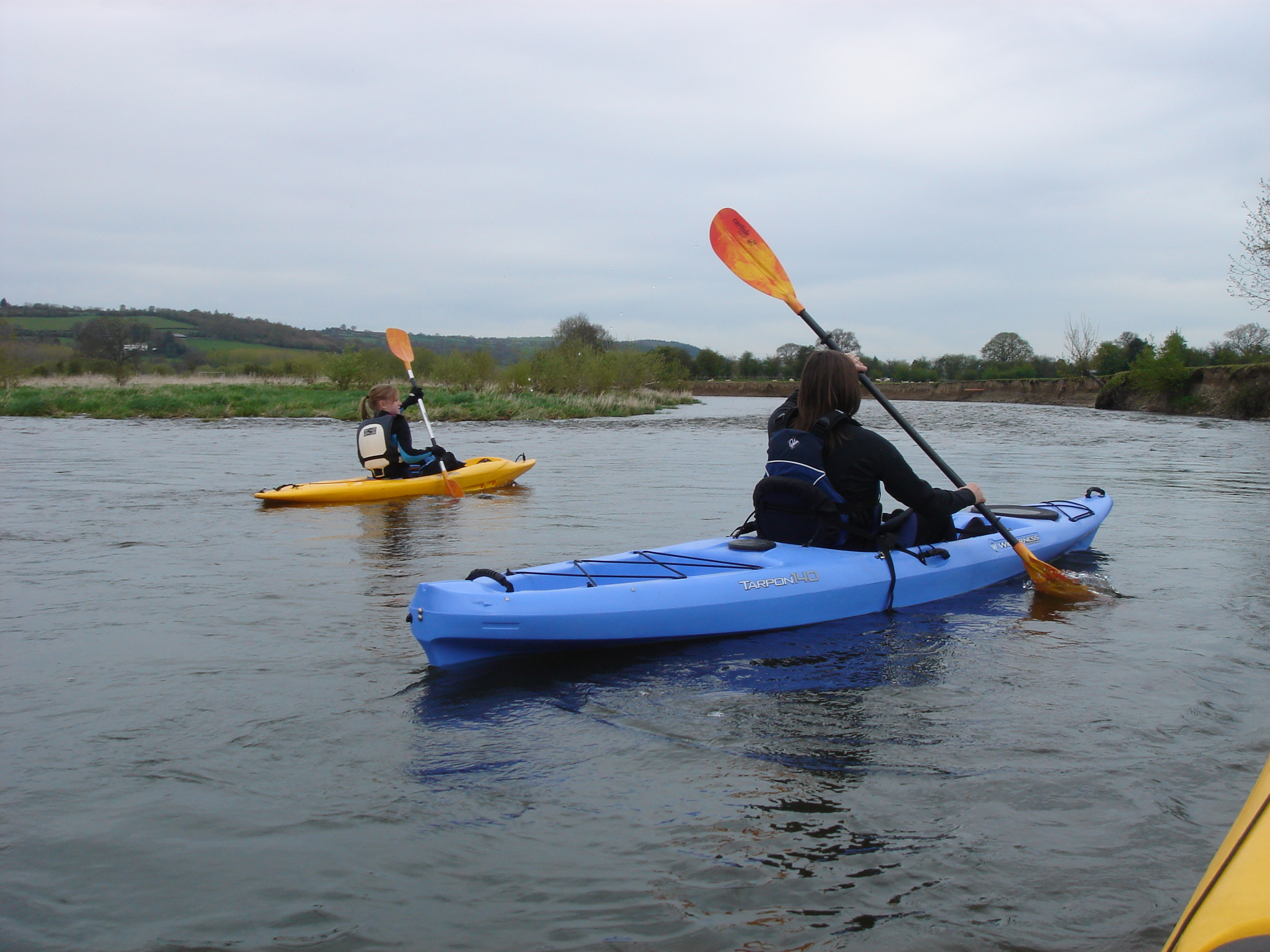
Kajakken op de Wye.

De Environmental Agency is de navigatieautoriteit van de Wye. Het tij gaat tot aan Bigsweir, en alle gebieden stroomafwaarts vanaf hier zijn onder de autoriteit van Gloucester Harbour Trustees als onderdeel van het havenautoriteitsgedeelte.
De Wye is prima geschikt voor kajakken en kanovaren op verschillende niveaus, gezien de rivier voor beide bootsoorten bevaarbaar is van Glasbury door Hay-on-Wye tot aan Hereford en het Severn-estuarium.
Er zijn talloze kano- en kajakverhuurbedrijven die ook gecontroleerde uitstapjes maken, en er zijn een even groot aantal kampeerplekken op de belangrijkste rivierpunten. Symonds Yat heeft daarnaast ook nog de bij kanoërs en kajakkers bekende stroomversnellingen die door actie van de British Canoe Union in 2003 behouden werden voor recreatiegebruik.
- Bibliothèque nationale de France: cb160493344 (data)
- Library of Congress Control Number: sh85148701
- Nationale Bibliotheek van Israël: 987007529630905171
- Système universitaire de documentation: 13735035X
- Virtual International Authority File: 315149457
- WorldCat: E39PBJjmQF3GQjYr7gPJj4t7pP